# Charlotte Bonnier
Marie-Charlotte Bonnier, född 1 oktober 1932 i Oscars församling i Stockholm, död 4 maj 2016 i Stockholms Engelbrekts distrikt, var en av Bonnierkoncernens huvuddelägare.
Hon var dotter till bokförläggare Albert Bonnier Jr och Birgit Flodquist samt syster till Jeanette Bonnier och halvsyster till Joakim Santesson. Hennes farfar var bokförläggaren Tor Bonnier och morfar läkaren Lars Flodquist.
Charlotte Bonnier ägde 2005, tillsammans med systern Jeanette Bonnier, 20 procent av Bonnierkoncernen. Efter många år utomlands, först i Schweiz och sedan i England, bosatte hon sig åter i Sverige och drev Näsuddens handelsträdgård utanför Dalarö. Hon bedrev också en cateringrörelse i New York. Charlotte Bonnier var (2012) styrelseledamot i Bonnier Skog AB och Aktiebolaget Boninvest.
Hon var gift första gången 1949–1955 med möbelhandlare Christer Westerberg (född 1927), son till möbelfabrikören Harald Westerberg och Agda Petré, och fick en dotter född 1950. Andra gången var hon gift 1955–1973 med företagsledaren Göran Forsell (1929–2010), son till skådespelarna Nils Leander och Zarah Leander samt senare adopterad av dennas andra make direktören Vidar Forsell. De fick två barn tillsammans: en son född 1957 och en dotter född 1960.